# NGC 3947
NGC 3947 is een balkspiraalstelsel in het sterrenbeeld Leeuw. Het hemelobject werd op 26 april 1785 ontdekt door de Duits-Britse astronoom William Herschel.

## Synoniemen
- UGC 6863
- MCG 4-28-88
- ZWG 127.95
- IRAS11507+2101
- PGC 37264